# Гуманистическая партия Анголы
Гуманистическая партия Анголы (порт. Partido Humanista de Angola) — ангольская левоцентристская политическая партия. Учреждена по инициативе Флорбелы Малакиаш. Получила два мандата в Национальной ассамблее на выборах 2022.

## Инициатива
Инициатором создания партии выступила известная ангольская юристка Флорбела (Бела) Малакиаш — в молодости активистка УНИТА, участница гражданской войны, капитан повстанческой армии ФАЛА. В 1983 Бела Малакиаш, возмутившись жёстким режимом Жонаша Савимби, порвала с УНИТА. В 2019 она опубликовала свои воспоминания с описанием жестокостей в Джамбе 1980-х и резкой критикой Савимби. Издание вызвало резкие отповеди и опровержения представителей УНИТА.
О создании Гуманистической партии Анголы (PHA) Малакиаш заявила в ноябре 2020. 27 мая 2022 — незадолго до парламентских выборов — Конституционный суд Анголы зарегистрировал PHA. (Судебное решение пришлось на 45-ю годовщину Мятежа «фракционеров».) Представители УНИТА обвинили Белу Малакиаш в «распылении» голосов оппозиции по договорённости с правящей партией МПЛА. Малакиаш с недоумением отклонила такие обвинения.

## Позиции
Программа PHA основывается на принципах гуманизма, главный предвыборный лозунг: «Гуманизировать Анголу!» Объявлена задача максимально приблизить власть к гражданам и обеспечить каждому участие в управлении и доступ к национальному богатству. В политическом спектре партия принадлежит к левоцентристской социал-демократии с феминистским уклоном. Характерно, что к PHA нередко примыкают активисты, покинувшие партию КАСА вместе с Абелом Шивукувуку.
Флорбела Малакиаш акцентирует такие установки, как борьба с бедностью, устранение угрозы голода, социальная и солидарная ориентация экономики, равноправие женщин, демократизация управления и судебная реформа, развитие сельского хозяйства и здравоохранения. Эти темы наиболее близки к повседневным потребностям человека, ориентированы на повышение качества жизни. PHA позиционируется как оппозиция, но воздерживается от жёстких конфликтов с МПЛА и президентом Лоренсу.

## Выборы
На выборах 24 августа 2002 за PHA проголосовали 63749 избирателей — 1,2 %. Наибольшие процентные результаты были достигнуты в провинциях Южная Кванза, Северная Кванза и Бие. Это обеспечило партии 2 мандата в Национальной ассамблее. Для партии, созданной фактически за три месяца до выборов, результат можно считать довольно успешным.
Обозреватели отмечали, что гуманистическая риторика Флорбелы Малакиаш, при всей утопичности звучания в конкретной современной ситуации, «нашла отклик в сердцах ангольцев, особенно ангольских женщин».